# Dalerveen
 Dalerveen  is een plaats in de gemeente Coevorden, provincie Drenthe (Nederland). Dalerveen ligt halverwege tussen Dalen en Veenoord - Nieuw-Amsterdam. De plaats beslaat een oppervlakte van 79 hectare.
Van 1905 tot 1938 had Dalerveen een eigen spoorweghalte, station Dalerveen aan de spoorlijn Zwolle - Stadskanaal.
De plaatselijke voetbalclub is DSC '65.